# Akai kóen
Az Akai kóen (赤い公園, ’Piros park’) japán pop-rock együttes, melyet 2010-ben alapítottak Tokióban.

## Az együttes története
A zenekar elődjét jelentő feldolgozásegyüttesben Szató Csiaki, Fudzsimoto Hikari, Utagava Naho és három osztálytársuk játszott Tokió dzsihen, Chatmonchy, Cucsija Anna és GO!GO!7188 számokat. Miután énekesük kilépett a zenekarból Szató állt a helyére, majd miután a gitárosuk is otthagyta a zenekart, helyét az alsóbb éves Cuno Maisza vette át. Az Akai kóent 2010. január 4-én alapították meg hivatalosan, Szató Csiaki énekes és billentyűs, Cuno Maisza gitáros, Fudzsimoto Hikari basszusgitáros és Utagava Naho dobos felállásban. Nevük eredetileg „Kaidzsú kóen” (怪獣公園, ’Kaidzsú park’) lett volna, ám olyan néven már más együttesek is voltak. Kezdeti tevékenységeik a helyi Tacsikava Babel koncertterem köré összpontosult. 2010 decemberében felléptek a Sinszei kamattecsan rockegyüttes által szervezett rendezvényen.
2011 januárjában szerzői kiadásban megjelentették a Hadzsimemasite (はじめまして, ’Örvendek’) című demófelvételüket. Ugyanezen év márciusában középlemezt készítettek el Bremen to Walk (ブレーメンとあるく, ’Sétálj Brémával’) néven. Októberben a Next Music from Tokyo vol 3 rendezvény keretében Kanadában koncerteztek. Ekkortájt az együttes iránt számos lemezkiadó vállalat kezdett érdeklődni, végül az EMI Music Japannel kötöttek lemezszerződést.
2012. február 15-én Tómei na no ka kuro na no ka (透明なのか黒なのか, ’Átlátszó? Fekete?’) címmel megjelent nagykiadós bemutatkozó középlemezük az EMI Music Japannél, melyet a Laundry de hjóhaku vo (ランドリーで漂白を, ’Mosodai fehérítő’) követett május 9-én. Szeptember 9-én megjelent bemutatkozó kislemezük Nozoki ana (のぞき穴, ’Kémlelőnyílás’) névvel, melynek címadó dala a Kansai Telecasting Noroi-hó 2405 vatashi ga sinu rijú doramasorozat témazenéje volt. 2012. október 9-én a zenekar weboldalán keresztül bejelentették, hogy azonnali hatállyal szünetelteik minden zenei tevékenységüket gitárosuk, Cuno Maisza megromlott egészségi állapota miatt.
2013. március 1-jén egy Ustream-videóban bejelentették, hogy újra folytatják az együttes tevékenységeit. Július 3-án megjelent a második kislemezük Imaszara/Kósin/Szajonara va ivanai (今更/交信/さよならは言わない, ’Ezen a késői órán/Kommunikáció/Nem fogok búcsút inteni’) néven. 2014. február 12-én újabb kislemezzel jelentkeztek Kaze ga sitteru/Hicudzsija-szan (風が知ってる/ひつじ屋さん, ’A szél tudja/Birkaárus’) címen, melynek Kaze ga sitteru című dala a Toaru hikúsi e no koiuta animesorozat zárófőcím dala, míg a Hicudzsija-szan a Noroi-hó 2405 vatashi ga sinu rijú film témazenéje volt. A 2014. január 22-én megjelent Disney Rocks!!! Girl’s Power! válogatásalbumon feldolgozták a Kis hableány animációs filmben szereplő Part of Your World dalt. 2014. március 12-én Zettai tekina kankei/Kikkake/Tóku tóku (絶対的な関係/きっかけ/遠く遠く, ’Abszolút kapcsolat/Ravasz/Messze távol’) címmel megjelent negyedik kislemezük, melynek Zettai tekina kankei című száma a Fuji TV Lost Days doramasorozatának témazenéje volt.
2017. augusztus 31-én az együttes énekese, Szató Csiaki kilépett a zenekarból, helyére 2018. május 4-én Isino Riko (Idol Renaissance) állt.

## Diszkográfia

### Videóklipek
| Rendező         | Dal                                                          |
| Tanabe Hidenobu | Tómei, Nozoki ana, Laundry, Kósin, Imaszara, Kaze ga sitteru |
| Tamukai Dzsun   | Zettai tekina kankei                                         |

## Díjak
- iTunes Japan Sound of 2012 – „10 előadó, aki várhatóan áttörést fog hozni ebben az évben”[6]